# Кукарача 3D
«Кукарача 3D» — российский полнометражный анимационный фильм, произведенный на студии «TouchFX Animation Studio».

## Сюжет
История о настоящей тараканьей любви. Весёлый тараканчик проживает со своими друзьями в системном блоке компьютера в доме на Чистопрудном бульваре. Он с первого взгляда влюбился в Лику, очаровательную таракашку. Но Лика любит жука-носорога Чака. Вот такой любовный треугольник среди насекомых.

## Озвучивание
- Владимир Епифанцев — Чак
- Александр Гордон — Ботан
- Наталья Лесниковская — Фанатки Чака
- Антон Масленников — Ден
- Дмитрий Поляновский — разные голоса
- Велимир Русаков — Байт
- Юрий Стоянов — Попугай, Хвост, Кепка, Толстый
- Ольга Иванова — Лика

## История
Фильм был снят на армянской студии «Touch FX» режиссёром Арменом Адилханяном. Съёмки 77-минутного фильма, в работе над которым приняло участие 20 человек, длились более 3 лет. Расходы по созданию анимационного фильма составили 4,5 млн долларов. Как заявил директор анимационной студии «Touch FX» Вардан Карапетян, при съёмках были использованы программы 3DS max и Motion Builder.

## Выход
В России премьера мультфильма состоялась 24 марта 2011 года в Москве, после чего в течение первой недели мультфильм собрал 1 млн долларов. В Армении презентация состоялась 6 апреля 2011 года в кинотеатре «Москва» (Ереван). Сборы фильма в России составили 2,057 млн долларов.

## Критика
Выход фильма по большому счёту был встречен критиками отрицательно. Так, например, Андрей Елшанский в своей рецензии указывает на неадекватность персонажей, проблемы со сценарием и графикой, а также на неудачную конвертацию в 3D-формат.

## Рейтинг
Фильм встретили не слишком хорошо. На сайте Кинопоиск фильм получил оценку 1,3 из 10, проголосовало 5811 зрителей. На IMDb балл составил 1.40, 171 человек оценили.